# Belairia
Belairia é um género botânico pertencente à família Fabaceae.

## Espécies
- Belairia parvifolia